# Sexismus gegen Rechts
Sexismus gegen Rechts ist das dritte Studioalbum der Berliner Hip-Hop-Formation K.I.Z. Es erschien am 10. Juli 2009 über das Label Royal Bunker als dessen letzte offizielle Veröffentlichung. Neben der Standardedition erschien es auch als Limited 2-CD Comic Edition, auf der zusätzlich noch ein Comic von Mach One sowie fünf Hahnenkampf-Remixe enthalten sind. Das Album wurde von der BPjM auf jugendgefährdende Inhalte überprüft, eine Indizierung wurde aber abgelehnt.

## Entstehung
Es dauerte zwei Jahre, bis Sexismus gegen Rechts als Nachfolger von Hahnenkampf veröffentlicht wurde. Die relativ lange Produktionszeit ist unter anderem durch Touren und dem damit verbundenen Livealbum und der DVD Hahnenkampf Live aus dem Jahre 2008 bedingt. Die Record Release Party fand auf dem Splash-Festival in Ferropolis statt.

## Inhalt
Das Album entspricht, wie seine Vorgänger, nicht dem typischen Hip-Hop-Klischee. Auf Sexismus gegen Rechts finden sich verstärkt politische (Straight Outta Kärnten) und gesellschaftskritische (Rauher Wind) Lieder. Das gesamte Album wird von einer K.I.Z-typischen Ironie untermalt.

## Produktion
Das Album wurde hauptsächlich von dem Produzenten-Duo Wassbass (bestehend aus Nico von K.I.Z und Grzegorz Olszówka) im eigenen Studio in Berlin-Kreuzberg produziert. Sie zeichnen für die musikalische Untermalung der Tracks Rohmilchkäse, Lass die Sau raus, Einritt, Ohrfeige, Straight Outta Kärnten, Hurensohn Episode 1, Preisschild und Klopapier verantwortlich. Tai Jason, der bereits für das Vorgängeralbum Hahnenkampf Beats lieferte, produzierte die Songs Rauher Wind, Selbstjustiz und So alt. Der Produzent KD-Supier, welcher schon für andere Berliner Rap-Künstler wie Megaloh oder Battlerapp produzierte, steuerte die Beats der Songs Scheiterhaufen und Auch Nutten wollen Pendlerpauschale bei. Des Weiteren wurde das Lied Ringelpiez mit Anscheißen von Kaso Keys produziert. Ein weiterer Beat stammt von SupaFunk, der den Beat zu Das System lieferte. Der Track Töten wurde von Gee Futuristic produziert, der bereits für Künstler wie Bushido hinter den Reglern stand. Der Beat zu Halbstark und dem zugehörigen Remix stammt von Frank Bartelt und wurde von Nico K.I.Z bzw. Tai Jason bearbeitet.

## Illustration
Das Booklet in Naziploitation-Ästhetik wurde von Ex-Aggro-Berlin-Chef Specter entworfen und zeigt K.I.Z in Fetischkleidung sowie im Hintergrund eine Frau mit entblößten Brüsten, die eine Fahne im Stil der Hakenkreuzflagge trägt. Jedoch ist statt des Hakenkreuzes ein Symbol abgebildet, das eine Abwandlung des Logos der Deutschen Bank darstellt und zugleich eine Vulva andeutet. Laut der Kulturwissenschaftlerin Jelena Jazo „erweisen sich [K.I.Z] als Kenner des sexuell aufgeladenen (post-)nazistischen Bilderechos“.

## Gastbeiträge
Auf acht Liedern des Albums sind neben den drei Protagonisten andere Künstler zu hören. Diese sind oftmals für den Gesang im Hintergrund verantwortlich. So ist Archi Alert, ehemaliger Frontmann der Punkband Terrorgruppe, auf Halbstark vertreten. Pierre ist im Hintergrund bei Rauher Wind und neben Lisa auf dem Song Ohrfeige zu hören. Außerdem sind Sila und Maxi für die Backing Vocals bei Scheiterhaufen verantwortlich und auf Preisschild kann man neben Sila auch Nura und Lisa hören. M-Hot singt den Refrain zu Ringelpiez mit Anscheißen und der Rapper Sido hat einen Gastauftritt bei Das System. Des Weiteren ist das vierte Mitglied von K.I.Z DJ Craft als DJ Graf neben den beiden Rappern Corus 86 und Orgi 69 auf Halbstark RMX zu hören. Auf der Remix-CD befinden sich noch Gastbeiträge von Massimo (Böhses Mädchen) und Bina Kolada (Walpurgisnacht).

## Titelliste
| #  | Titel                                       | Gastmusiker                              | Produzent                                | Länge |
| -- | ------------------------------------------- | ---------------------------------------- | ---------------------------------------- | ----- |
| 1  | Rohmilchkäse (Intro)                        |                                          | WassBass                                 | 1:23  |
| 2  | Lass die Sau raus                           |                                          | WassBass                                 | 4:22  |
| 3  | Halbstark                                   | A. Alert (Backing Vocals)                | Frank Bartelt (bearbeitet von Nico KIZ)  | 3:19  |
| 4  | Rauher Wind                                 | Pierre (Backing Vocals)                  | Tai Jason                                | 4:12  |
| 5  | Einritt                                     |                                          | WassBass                                 | 3:42  |
| 6  | Ohrfeige                                    | Pierre und Lisa (Backing Vocals)         | WassBass                                 | 4:17  |
| 7  | Straight Outta Kärnten                      |                                          | WassBass                                 | 2:49  |
| 8  | Selbstjustiz                                |                                          | Tai Jason                                | 3:59  |
| 9  | Scheiterhaufen                              | Sila und Maxi (Backing Vocals)           | KD-Supier                                | 4:25  |
| 10 | Hurensohn Episode 1                         |                                          | WassBass                                 | 3:51  |
| 11 | Preisschild                                 | Sila, Nura und Lisa (Backing Vocals)     | WassBass                                 | 3:57  |
| 12 | Auch Nutten wollen Pendlerpauschale! (Skit) |                                          | KD Supier                                | 0:49  |
| 13 | Ringelpiez mit Anscheißen                   | M-Hot                                    | Kaso Keys                                | 3:22  |
| 14 | Das System                                  | Sido                                     | SupaFunk                                 | 4:34  |
| 15 | Klopapier                                   |                                          | WassBass                                 | 2:26  |
| 16 | So alt                                      |                                          | Tai Jason                                | 4:07  |
| 17 | Töten                                       |                                          | Gee Futuristic                           | 4:12  |
| 18 | Halbstark RMX                               | Corus 86, Orgi 69 und DJ Graf (DJ Craft) | Frank Bartelt (bearbeitet von Tai Jason) | 4:46  |

Limited Comic Edition (WassBass Remixe des Hahnenkampfalbums):
| # | Titel                  | Gastmusiker          | Produzent | Länge |
| - | ---------------------- | -------------------- | --------- | ----- |
| 1 | Böhses Mädchen         | Massimo              | WassBass  | 3:51  |
| 2 | Walpurgisnacht         | Bina Kolada (Gesang) | WassBass  | 4:39  |
| 3 | Ellenbogengesellschaft |                      | WassBass  | 3:22  |
| 4 | Herbstzeitblätter      |                      | WassBass  | 4:18  |
| 5 | Spasst                 |                      | WassBass  | 4:09  |

## Näheres zu den Liedern

### Rohmilchkäse
Rohmilchkäse ist eine Parodie auf die deutsch-französischen Beziehungen. Die Melodie ist eine leicht abgewandelte Form des Liedes Les Champs-Élysées von Joe Dassin. Der Text spielt auf die deutsche Nationalhymne an. Mit „Wer fickt die Topmodels? Mein Präsident.“ wird Nicolas Sarkozys Heirat mit Carla Bruni thematisiert. Im Allgemeinen werden „typisch“ deutsche negative Klischees aus Sicht eines Franzosen besprochen („Wir hatten Kolonien, ihr hattet Kohl“).

### Lass die Sau raus
In Lass die Sau raus wird augenscheinlich gefordert, auch einmal aus sich herauszukommen. Tatsächlich karikiert das Lied jedoch Menschen, die zu drastischen Mitteln greifen, um an Aufmerksamkeit zu kommen oder einfach die sprichwörtliche „Sau rauslassen“ (Ich bin der Holzklotzkiller von der Autobahnbrücke). Die Verbildlichung der Sau, die man rauslassen soll, ist der männliche Penis.

### Halbstark
Halbstark besitzt die Melodie des gleichnamigen Liedes der Yankees und thematisiert das Leben eines Teenagers der 60er Jahre. Charakterisiert wird dieses infantile Leben durch Komasaufen, die ersten Sexualkontakte, Bubenstreiche und Selbstbefriedigung.

### Rauher Wind
In Rauher Wind wird das suizidal gestimmte Gemüt eines Wertpapierhändlers beschrieben, der einen lynchbereiten Mob auf der Straße entdeckt und sich wundert, warum die arbeitslosen Massen nicht mehr Spargel stechen wollen. „Man sollte scheibenwischenden Schnorrern den Arm amputieren, wenn sie an Ampeln ungefragt unsere Ferraris polieren.“ Dabei werden die eigenen Probleme während der Finanzkrise auf eine Stufe mit großen gesellschaftlich-politischen Themen der heutigen Zeit gleichgesetzt („Kinder fallen im Irak, meine Aktien etwa nicht?“).

### Einritt
Einritt ist eine Kritik am Verhalten der Berliner Polizei, deren Auftreten oft dem einer Gang gleiche. Zu diesem Song wurde auch ein Musikvideo gedreht.

### Ohrfeige
In Ohrfeige wird von Sexismus und der Wehrhaftigkeit der Frau gesprochen.

### Straight Outta Kärnten
Straight Outta Kärnten bezieht sich in ironischer Weise auf den 2008 verstorbenen BZÖ-Vorsitzenden Jörg Haider. Der Protagonist gibt sich als unsterblich in Haider verliebt und offenbart „Jörgi, Jörgi, Jörg, I miss you“. Der Titel ist eine Anspielung auf das Lied „Straight Outta Compton“ der US-amerikanischen Rap-Formation N.W.A, in welchem Ice Cube und MC Ren sich selbst jeweils als „crazy Motherfucker“ bezeichnen, weswegen Haider auch so genannt wird. Dabei wird unter anderem behauptet, der Tod würde bolschewistische Hintergründe haben. Die moderne Neonazi-Szene wird damit karikiert. Ein drastischer Vergleich wird zwischen Haider, Adolf Hitler und Jürgen Möllemann gezogen. Als Hook wird zu Beginn ein Ausschnitt aus dem Sopransolo des Miserere von Gregorio Allegri verwendet.

### Selbstjustiz
In Selbstjustiz kritisieren K.I.Z auf sehr ironische Weise Staat und Gesellschaft und zeigen gleichzeitig die Paradoxie von Selbstjustiz auf („Du darfst keine Knarre tragen, bei mir ist das was anderes“).

### Scheiterhaufen
Bei Scheiterhaufen geben sich K.I.Z als überhebliche, arrogante Gangsta-Rapper, denen die Fans nichts bedeuten.
Der Skit am Ende des Tracks stammt aus der deutschen Übersetzung des 1999 erschienenen Films Human Traffic, bei dem einer der Protagonisten eine Unterhaltung mit seiner Mutter führt, welche der Prostitution nachgeht.

### Hurensohn Episode 1
Hurensohn Episode 1 (Fortsetzung des Tracks Hurensohn vom Album Das RapDeutschlandKettensägenMassaker) bewegt sich wiederum am Rande des guten Humors („Wir machen Party auf Deinem Grab.“), was K.I.Z bewusst ist und was die Gruppe mit dem Satz „Über sowas macht man wirklich keine Witze“ ausdrückt. Das Lied erzählt unter anderem vom Schicksal eines Hurensohns.

### Preisschild
In Preisschild wird Geldgier, Sexismus und die Käuflichkeit von Menschen kritisiert, im Besonderen Erbreiche und Prostitution. Dabei nimmt das weibliche Geschlecht eine zentrale Rolle ein. Der Inhalt geht so weit, dass er auf ironischer Basis das Erkaufen von wahrer Liebe anspielt „Was kostet dein Lächeln, ab wieviel ist es ernst gemeint?“ „Nach wieviel Lamborghinis erträgst du mein Herz aus Stein?“.

### „Auch Nutten wollen Pendlerpauschale!“
Ein kurzer Skit von Maxim K.I.Z, ohne thematischen Schwerpunkt.

### Ringelpiez mit Anscheißen
Ringelpiez mit Anscheißen parodiert musikalisch wie sprachlich, die abgedroschenen und lieblosen R'n'B-Lieder („Baby, ich fick in Dein Arschloch bis mein Herz in deinem Darm pocht. Oh mein Gott ist das romantisch.“). Eine weitere Thematik ist der Werteverfall in der Gesellschaft.

### Das System
In Das System sprechen K.I.Z und Sido über ihre mikroskopisch kleinen Penisse, was völlig im Kontrast zu den im Gangsta-Rap üblichen Glorifizierungen der riesigen Geschlechtsteile der Rapper steht. Außerdem wird auf den Track Riesenglied des K.I.Z-Mixtapes Böhse Enkelz Bezug genommen. Zu diesem Song wurde auch ein Musikvideo gedreht.

### Klopapier
Klopapier ist eine Parodie des Klopapier-Liedes (Saßen zwei Gestalten auf dem Donnerbalken). Dabei wird der in der Punk- und Skinheadszene beliebte Oi!-Punk imitiert.

### So alt
In So alt ziehen K.I.Z ein persönliches Resümee ihrer Kindheit und Jugend, wie sie oft im Hip-Hop vorkommen. Es ist von der Melodie wesentlich ernster gehalten und setzt sich so von den restlichen Liedern ab. Ob es sich wiederum um eine Persiflage handelt, lassen K.I.Z bewusst offen. Während Maxim behauptet, es sei „alles gelogen“, geben Tarek und Nico den Text als wahr an.

### Töten
In Töten werden Mordlust und Depression beschrieben. Außerdem kommt eine Anspielung vor, die sich auf Hitler bezieht und ihn, wie auch seine Macht damals, kritisiert: „Ich trage den Schnauzer, sahn’ den Applaus ab. Ich kann machen, was ich will, weil ich die Autobahn gebaut hab’.“

## Chartplatzierungen und Singles
Das Album stieg in der 31. Kalenderwoche des Jahres 2009 auf Platz 7 in die deutschen Charts ein und belegte in den folgenden Wochen die Positionen 23, 40 und 48. Insgesamt konnte sich Sexismus gegen Rechts sieben Wochen in den Top 100 halten. Als Singles wurden Einritt (nur digital) und Das System veröffentlicht.

## Verkaufszahlen und Auszeichnungen
Für mehr als 100.000 verkaufte Exemplare erhielt Sexismus gegen Rechts im Jahr 2020 in Deutschland eine Goldene Schallplatte.

## Rezeption
| Professionelle Bewertungen | Professionelle Bewertungen |
| -------------------------- | -------------------------- |
| Kritiken                   |                            |
| Quelle                     | Bewertung                  |
| laut.de                    | [ 6 ]                      |
| rappers.in                 | [ 7 ]                      |

Das dritte Studioalbum von K.I.Z wurde gut von der Hip-Hop-Szene aufgenommen:
Benedikt Dirschl von dem Online-Portal rappers.in lobt die Entwicklung, die K.I.Z durch das Album erbracht haben. Er schreibt: „K.I.Z wirken auf Sexismus gegen Rechts zwar etwas geplanter, aber das macht sie nur besser. Ja, sie sind vielleicht politischer, vielleicht nachdenklicher, vielleicht nicht mehr ganz so kannibalisch, aber sie halten ihr Niveau und stoßen dabei noch in neue Sphären. Das Album hat eigentlich alles, was die Hatz begehrt.“
Max Brandl von laut.de lobt den Spagat zwischen Niveaulosigkeit und sinnvollen Inhalten, die das Album zu bieten habe: „K.I.Z zeigen erneut, dass sich ein Hirn und zwei Eier, respektive vier Hirne und acht Eier, nicht gegenseitig ausschließen. Gerade im zeitgenössischen Deutschrap ist das eine nicht zu unterschätzende Leistung. Danke dafür.“